# CS 그레벤마허
CS 그레벤마허(Club Sportif Grevenmacher)는 그레벤마허를 연고로 하는 룩셈부르크의 축구 클럽이다. 현재는 룩셈부르크 디비전 1에 참가하고 있다.

## 성적
- 룩셈부르크 내셔널디비전 1회 우승 (2002-03), 7회 준우승 (1993-94, 1994-95, 1995-96, 1996-97, 1999-2000, 2000-01, 2001-02)
- 룩셈부르크컵 2회 우승 (1994-95, 2002-03), 4회 준우승 (1950-51, 1952-53, 1953-54, 1958-59)

## 선수 명단

### 역대
틀:룩셈부르크 디비전 1